# 毛恩湖
47°10′N 8°05′E / 47.167°N 8.083°E

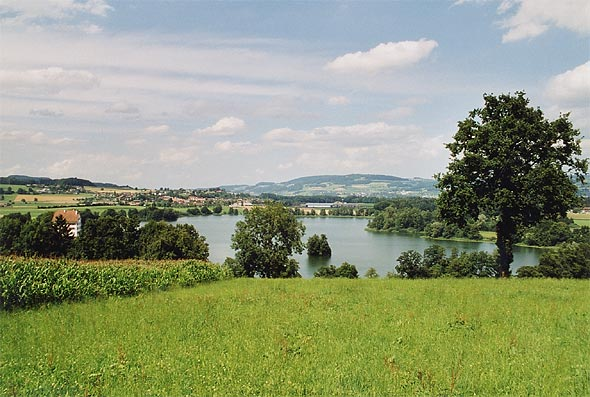

毛恩湖是瑞士的湖泊，位於阿勒河流域，由琉森州負責管轄，面積0.55平方公里，最大水深9米，海拔高度504米，湖岸線長度4.2公里，湖中有4座島嶼。

## 外部連結
- Mauensee castle （页面存档备份，存于） （法文） （德文）